# Hans Menkel
Hans Menkel (* 14. November 1907 in Eitorf; † 30. September 1942 in Auschwitz) war mit seiner Mutter zusammen ein Opfer der Judenverfolgung.

## Leben
Hans Menkel wurde in der Ehe des jüdischen Metzgereibesitzers Bruno Menkel und Rola Rebekka, geb. Grünebaum, geboren. Er erlernte den Beruf des Tapezierers. Während seine Schwester Marianne Grete verh. Bergmann in die USA emigrierte, flüchtete Hans Menkel in der Zeit des Nationalsozialismus 1936 wie manche andere Eitorfer Juden nach Nimwegen in die Niederlande. Seine Mutter blieb in Eitorf. Hans  konvertierte dort zum katholischen Glauben. Die Nationalsozialisten erkannten aber nach ihrer Rassenlehre  eine Konversion zum Christentum nicht an. Daher und weil die niederländische Kirche sich gegen die Judenverfolgung wandte, wurden auch konvertierte Juden von den einmarschierten Nationalsozialisten verfolgt. Menkel wurde in das Durchgangslager Westerbork verbracht und am 7. August 1942 in das KZ Auschwitz-Birkenau, wo er ermordet wurde. Seine  Mutter Rola Rebecca Menkel, die in Eitorf geblieben war, wurde am 26. Juni 1941 zwangsweise  in das  Deportationslager Much gebracht. Von dort wurde sie am 14. Juni 1942 in das von den Deutschen besetzte Osteuropa gebracht und dort an unbekanntem Ort und Datum ermordet.

## Gedenken
Die katholische Kirche hat Hans Menkel als Glaubenszeugen in das deutsche Martyrologium des 20. Jahrhunderts aufgenommen.
Menkel wurde im April 2011 in das Verzeichnis der Märtyrergedenkstätte der Kölner Basilika St. Ursula aufgenommen.
In der Siegstraße Höhe Haus Nr. 28 in Eitorf wurden für ihn und seine Mutter Gedenksteine verlegt.